# Zastava M91
Pour les articles homonymes, voir M91.

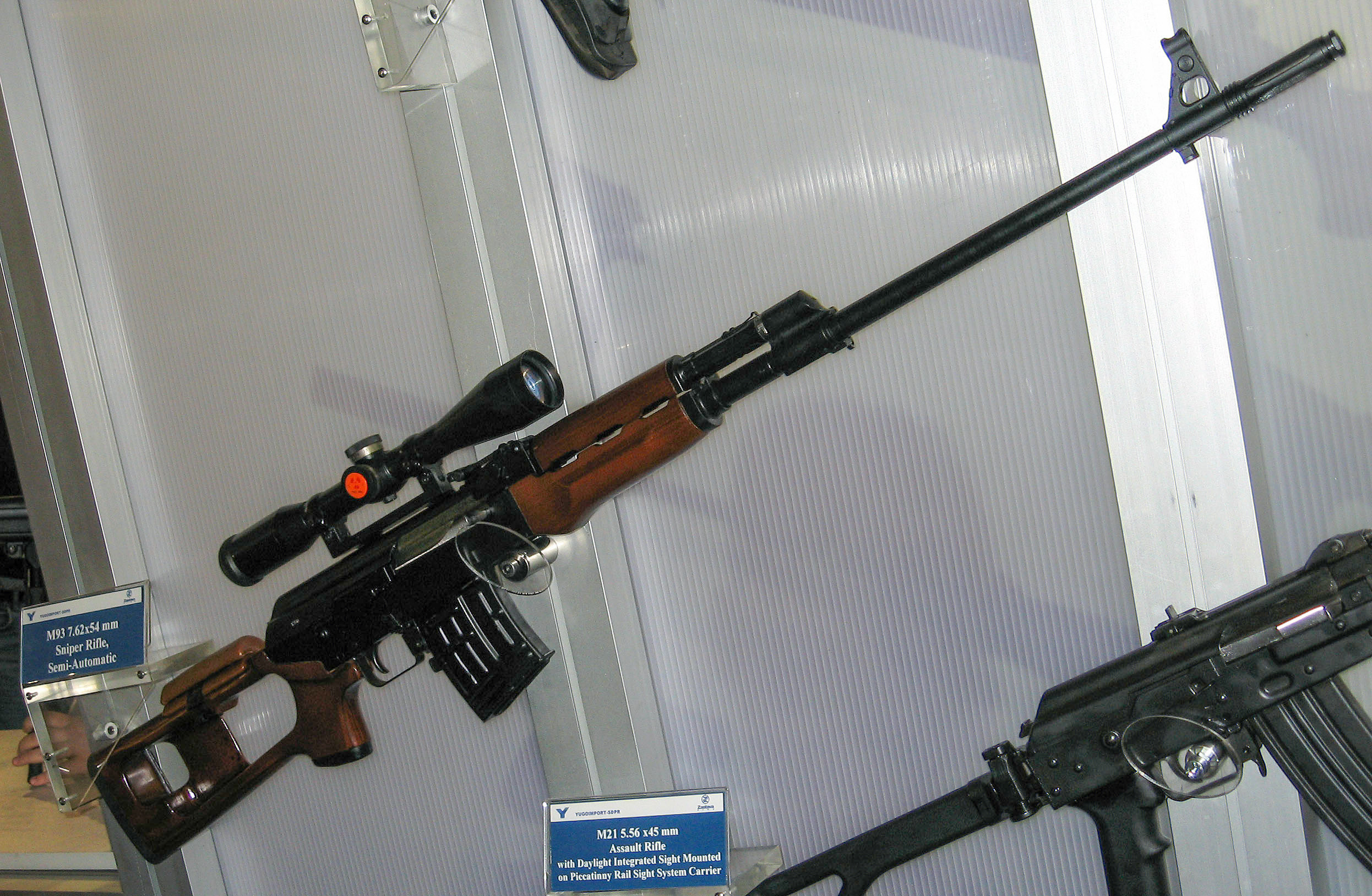
Le fusil de sniper M91 sur le stand Zastava lors d'un salon militaire. L'arme partiellement visible sur la droite est un Zastava M21.

Le Zastava M91 est un fusil de précision serbe. C'est un Zastava M76 en calibre 7,62x54R muni d'une crosse-squelette empruntée au SVD russe.

## Présentation
Son concepteur/constructeur est Zastava Arms qui a aussi produit le M76. Sa crosse et son devant sont en bois dur. Fonctionnant par emprunt des gaz, il n'a pas de sélecteur de tir. Comme les fusils d'assaut Zastava M70, son garde-main possède trois orifices latéraux.

## Diffusion et carrière militaire
Comme le Zastava M76 adopté par la JNA, le M91 connut une utilisation limitée dans les mains des snipers serbes durant les guerres de Yougoslavie.

## Quelques pays utilisateurs
L'Algérie aurait commandé des usines d'armement léger à la Serbie dans lesquelles sera produit le Zastava M91 et d'autres armes de la série Zastava[réf. nécessaire].

## Fiche technique
- Munition : 7,62 mm Mosin-Nagant
- Cadence de tir : 30 coups/min.
- Portée efficace : 600 m
- Capacité du chargeur : 10 cartouches
- Longueur : 1 195 mm
- Canon : 620 mm
- Masse du fusil vide mais avec optique : 5,15 kg